# Montlauzun
Montlauzun är en kommun i departementet Lot i regionen Occitanien i södra Frankrike. Kommunen ligger i kantonen Montcuq som tillhör arrondissementet Cahors. År 2022 hade Montlauzun 121 invånare.

## Befolkningsutveckling
Antalet invånare i kommunen Montlauzun
| Referens: INSEE |